# Louis Gardet
Louis Gardet (Tolosa 1904 – Tolosa, 1986) è stato un arabista, islamista e storico delle religioni francese.

## Biografia
Filosofo tomista e specialista del pensiero teologico islamico, Gardet - il cui vero nome era André Brottier - era conosciuto sotto tre diverse identità, corrispondenti a tre diverse tappe della sua vita: come André Hallaire pubblicò alcuni testi su riviste letterarie; come Fratello André-Marie raggiunse nel 1933 la comunità dei Petits Frères du Sacré Cœur de Jésus de Charles de Foucauld; sotto infine quello di Louis Gardet si consacrò a ricerche sul pensiero islamico, realizzando opere che hanno mantenuto la loro validità scientifica.
Tra i suoi Maestri, colleghi e amici figurano Louis Massignon, Georges Anawati, Youakim Moubarac, Jacques Jomier e Denise Masson.

## Opere
Dell'ottantina di sue opere che sono indicate nel catalogo della Biblioteca nazionale di Francia, si ricordano:
- Introduction à la théologie musulmane, essai de théologie comparée, par Louis Gardet et le P. Anawati, prefazione di Louis Massignon, Vrin, 1948 1946
- La pensée religieuse d'Avicenne, Paris, Vrin,  1951.
- Expériences mystiques en terres non chrétiennes, Paris, Alsatia, 1953.
- La cité musulmane, vie sociale et politique, Paris, Vrin, 1954.
- L'Islam par Youakim Moubarac, le P. Jacques Jomier, Louis Gardet et le P. Anawati, Saint-Alban-Leysse (Savoie), Collège théologique dominicain, 1956.
- "Les fins dernières selon la théologie musulmane", Revue Thomiste, 64, 1956.
- Connaître l'islam, Paris, Fayard, 1958.
- Mystique musulmane: Aspects et tendances, expériences et techniques, par Georges Chehata Anawati et Louis Gardet, Librairie philosophique J. Vrin, Études musulmanes, 1976. Recensione. Edizione italiana: Georges C. Anawati, Louis Gardet, Jaca, Mistica islamica, Book, 2017.
- L'islam. Religion, et communauté,  Paris, Desclée De Brouwer, 1967.
- Dieu et la destinée de l'homme,  Paris, J. Vrin, 1967 ("Les grands problèmes de la théologie musulmane")
- Les hommes de l'islam, approche des mentalités, Paris, Hachette, 1977; edizione italiana: Louis Gardet, Gli uomini dell'Islam, Jaca Book, 2002.
- L'Islam: hier, demain, par Mohammed Arkoun et Louis Gardet, Paris, Buchet-Chastel, 1978
- Expérience du soi: Étude de mystique comparée de Olivier Lacombe et Gardet, Desclée de Brouwer, 1986.  ISBN 978-2220022963; L' esperienza del sé. Studio di mistica comparata Louis Gardet, Olivier Lacombe, Massimo, 1988.
- Louis Gardet ha inoltre curato nel 1975 l'edizione postuma dell'opera massima di Louis Massignon: La passion de Hussayn Ibn Mansûr an-Hallâj.

## Studi su di lui
- Maurice Borrmans, Louis Gardet: Philosophe chrétien des cultures et témoin du dialogue islamo-chrétien (1904-1986),  Éditions du Cerf, 2010.